# Ембрион
Ембрион или заметак (грч. ἔμβρυον) је вишећелијски диплоидни еукариот у најранијем стадијуму развоја, од прве деобе ћелија до рођења, излегања или клијања. Код људи се назива ембрионом од тренутка оплодње до краја 8. недеље трудноће, након чега се назива фетус.
Након зачећа ствара се зигот са 46 хромозома код човека, од којих 23 потичу од оца и 23 мајке. Та ћелија садржи сложен генетски запис карактеристика попут пола, висине, боје коже итд. ДНК је носилац свих генетских информација и особина будућег организма. 
Ембрион се од почетка свога постојања разликује од било које мајчине или очеве ћелије и расте следећи властити пут развоја, усмерен записом ДНК, према сопственом преживљавању и властитој зрелости. Ембрион је људски јер има генетски конституцију која је карактеристична за људска бића. Потпуно је програмиран и активно предиспониран, да се развије до зрелости у људско биће што ће и постићи, ако не буде ометан болешћу или спољним деловањем.
Наука која проучава ембрионе назива се ембриологија.

## Период ембриона
Ако је бластоциста успешно имплантирана, развој организма улази у ембрионални период, који траје око 6 недеља. Током овог периода обликују се сви основни органи тела и организам почиње да реагује на директну стимулацију. Убрзан раст је потпомогнут ефикасним начином којим мајка обезбеђује храну за организам у развоју.

### Извори хране и заштите
Убрзан развој мембрана из трофобласта осигурава да, већ у раном ембрионалном периоду, буду обезбеђена средства за опстанак организма – храна и заштита од срединских оштећења. Амнион – танка, чврста, провидна мембрана која држи амнионску течност – окружује ембрион. Амнионска течност штити организам од грубих површина и удараца током мајчиног кретања, обезбеђује течни ослонац за његове слабе мишиће и мекане кости, и пружа му средину у којој може да се креће и мења положај.
Око амниона је друга мембрана – хорион, који постаје фетални део плаценте – сложеног органа насталог од ткива и мајке и ембриона. Плацента и ембрион су повезани пупчаном врпцом. До рођења, плацента делује истовремено као преграда која спречава да крвоток мајке дође у директан контакт са крвотоком ембриона, и као филтер који омогућава размену хране, кисеоника и отпадних материја. Она храњиве материје, које доноси мајчина крв, трансформише у храну за ембрион. Такође, омогућава да отпадне материје ембриона буду апсорбоване у мајчин крвоток, одакле ће их, касније, њени бубрези извући. Дакле, мајка буквално једе, дише и мокри за двоје.

## Раст ембриона
Док трофобласт формира плаценту и друге мембране које ће снабдевати и штитити ембрион, све већи број ћелија, у маси унутрашњих ћелија, почиње да се диференцира у различите врсте ћелија из којих ће постати сви органи тела. Први корак у овом процесу је раздвајање масе унутрашњих ћелија у два слоја. Из ектодерма, спољашњег слоја, настају спољашња површина коже, нокти, део зуба, сочиво ока, унутрашње ухо и нервни систем (мозак, кичмена мождина и нерви). Из ендодерма, унутрашњег слоја, развијају се дигестивни систем (систем за варење) и плућа. Убрзо након раздвајања ова два слоја, појављује се средњи слој, мезодерм; из њега се развијају мишићи, кости, циркуларни систем и унутрашњи слојеви коже.
Редослед којим се развијају делови тела следи два обрасца који се одржавају до адолесценције. Према првом, цефалокаудалном обрасцу, развој се одвија од главе на доле. На пример, руке се појављују пре ногу.
Према другом, проксимодисталном обрасцу, развој се одвија од средине организма ка периферији. Кичмена мождина се развија пре руку, надлактице пре подлактица и сл. У принципу, процес формирања органа исти је за све људске ембрионе, али разликује се у једном важном погледу – полном разликовању.

## Појава ембрионалних покрета
Када су формирани основни системи органа и нервне ћелије кичме, ембрион постаје способан за своје прве организоване одговоре на средину. Студије ембриона који су извађени из материце приликом терапеутских абортуса, показују да ће ембрион окренути главу и врат као одговор на благи додир у пределу уста. Његове руке ће задрхтати, горњи део тела ће се савити и, у већини случајева, отвориће уста. Ове покрете унутар материце мајка не може да осети, јер је 8 недеља стар ембрион, још увек, изузетно мали.

## Раст и развој ембриона
| Период развоја | Опис развоја унутар периода |
| -------------- | --- |
| 10-13 дана     | Ћелије се раздвајају у ектодерм, ендодерм и мезодерм. Нервна плоча, од које ће настати мозак и кичмена мождина, развија се из ектодерма. |
| Трећа недеља   | Крајем треће недеље почињу да се диференцирају три велика дела мозга – задњи мозак, средњи мозак и предњи мозак. Постоје и примитивне крвне ћелије и крвни судови. Настаје срце и почиње да куца, до краја ове недеље; ови покрети припадају мишићу срца и нису одговор на спољну стимулацију. |
| Четврта недеља | Могу се уочити зачеци ногу и руку. Почињу да се обликују очи, уши и систем за варење. Главне вене и артерије су формиране. Присутни су кичмени пршљенови и нерви добијају примитиван облик. |
| Пета недеља    | Настаје пупчана врпца. Формирају се зачеци бронхија из којих ће се развити плућа. Премишићна маса је присутна у глави, трупу и удовима. Обликују се зачеци шака. |
| Шеста недеља   | Својом величином, глава постаје доминантна. Постоје делови горње вилице, док доња вилица још није издвојена. Појављује се спољашњи део уха. Могу се уочити три основна дела мозга. |
| Седма недеља   | Почињу да се обликују лице и врат. Настају очне дупље. Стомак добија свој коначан облик и заузима место. Мишићи се убрзано развијају у целом телу и добијају своје коначне облике и везе. Нервне ћелије се развијају брзином од неколико хиљада у минути.                                      |
| Осма недеља    | Раст црева чини тело равномерно округлим. Глава је издигнута и може се уочити врат. Спољашње, средње и унутрашње ухо добијају свој облик. Крајем осме недеље, фетус је способан за неке покрете и реагује на стимулацију у пределу уста.                                                       |

## Развој полних разлика
Полна диференцијација пружа упадљив пример начина на који су наслеђе и одгој (средина) у интеракцији током развоја организма. У свакој фази пренаталног, полног развоја срећемо нови склоп делова који су били присутни током претходне фазе и јављају се нови механизми који ће регулисати полни развој у наредној фази.
Гени који утичу на одређење пола смештени су у X и Y хромозомима, који су наслеђени при зачећу. Зиготи са једним X и једним Y хромозомом су генетски мушки, док су зиготи са два X хромозома генетски женски. Међутим, током првих 6 недеља након зачећа, нема структуралних разлика између генетски мушког и генетски женског ембриона. И мушки и женски, у урогениталном делу, имају две бразде ткива, које се називају гонадне бразде. На основу њих не може се закључити о полу ембриона.
Ако је ембрион генетски мушки (XY), процес полне диференцијације почиње током седме недеље, када се од гонадних бразди обликују тестиси. Ако ембрион нема Y хромозом, промене се не дешавају све до неколико недеља касније, када почиње формирање јајника. Дакле, гени наслеђени у тренутку зачећа одређују да ли ће полне жлезде које се развијају из гонадних бразди бити мушки тестиси или женски јајници. Међутим, од овог тренутка надаље, присуство Y хромозома, само по себи, не одређује да ли ће ембрион развити мушке или женске полне органе, већ присуство или одсуство мушких полних жлезда. Мушкост одређују мушки хормони које производе мушке полне жлезде, првенствено тестостерон. Женски пол не зависи од излучивања хормона јајника, већ од одсуства тестостерона.
Крајем седме недеље након зачећа, генетски мушки и генетски женски ембрион имају исту урогениталну мембрану и примитивни полни орган, будући пенис или клиторис. Ако је присутан тестостерон, мембране се трансформишу у мушки пенис и скротум. У његовом одсуству, формирају се спољашњи женски полни органи. Као што су бројни истраживачи коментарисали, изгледа као да природа тражи да нешто буде додато да би ембрион постао мушки.
Утицај тестостерона није ограничен на полне жлезде и генитални тракт. Током последњих 6 месеци пренаталног развоја, присуство тестостерона потискује природну, ритмичну активност питуитарне жлезде, смештене у мозгу. Ако је тестостерон одсутан, питуитарна жлезда успоставља циклични образац лучења хормона који је карактеристичан за жене, и који ће касније контролисати њен менструални циклус.
Ембриолози још увек нису сигурни како присуство тестостерона ствара разлике у можданој активности, али подаци из истраживања на животињама указују да може обликовати развој одређених неуралних путева у мозгу. Ова истраживања показују да доза тестостерона дата пацову у критичном периоду развоја његовог мозга узрокује да он буде респонзиван на мушке хормоне, а неосетљив на женске, без обзира на његов генетски пол. Ако мозак не прими тестостерон у критичном периоду, биће осетљив на женске хормоне.
Осетљивост на женске или мушке хормоне изгледа да има велики утицај на касније понашање организма. Након што су Јанг и колеге убризгали тестостерон трудним женкама резус мајмуна, женски младунци које су родиле понашали су се више као мужјаци: претиле су другим мајмунима, нису се повлачиле када им приђе други мајмун и учествовале су у грубим играма. Њихово сексуално понашање је, на много начина, било мушко.
Током пренаталног периода, развој полних разлика је под стриктном биолошком контролом, која је директно или индиректно одређена генетским кодом. Међутим, у каснијем животу, почињу да делују други фактори. Када је дете рођено, и родитељи знају који полни орган има, моћни социјални, културни и психолошки фактори почињу да обликују полни развој детета кроз дуги низ интеракција између детета и средине у којој живи.

## Истраживање и технологија

### Биолошки процеси
Ембриони бројних биљних и животињских врста проучавају се у биолошким истраживачким лабораторијама широм света како би проширило разумевање тема као што су матичне ћелије, еволуција и развиће, деоба ћелија, и експресија гена. Примери научних открића произашлих из проучавања ембриона који су награђени Нобеловом наградом за физиологију или медицину укључују Спеман-Манголдове организаторе, групу ћелија првобитно откривених у ембрионима водоземаца које стварају нервна ткива, и гене који доводе до настанка телесних сегмената у ембрионима муве  које су открили Кристијана Нуслајн-Волхард и Ерик Вишаус.

## Галерија
- Ембрион 7 недеља након зачећа.
- Развој здравих полних ћелија у јајницима и тестисима.
- Људски ембрион, око 8 недеља стар.
- Људски ембрион, око 7 недеља стар.
- Грађа ембриона.
- Грађа ембриона.
- Кокошији ембрион.
- Ембрионални развој даждевњака, снимљен 1920-их.
- Компарације ембриона.